# Heinrich Friedrich Höffler
Pour les articles homonymes, voir Höffler.

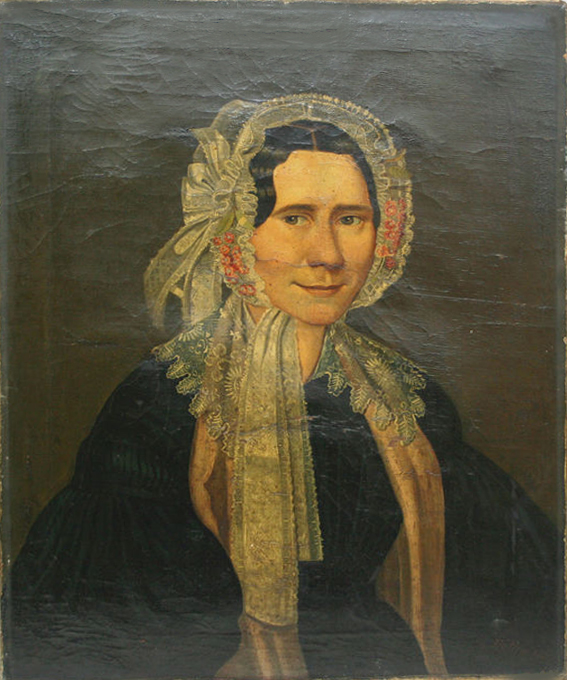
Portrait de Johana Dorethea Ohnesorge.

Heinrich Friedrich Höffler, né le 29 mars 1793 à Francfort-sur-le-Main et mort en 1844 dans la même ville, est un peintre allemand.

## Biographie
Avant 1817, Friedrich Höffler suit des cours de dessin et de peinture à l'institut de dessin de Johann Andreas Benjamin Reges à Francfort-sur-le-Main. Entre 1817 et 1822, il séjourne à Paris. Il y est élève dans l'atelier d'Antoine-Jean Gros et à l'École des Beaux-Arts, ainsi que boursier à l'Institut d'art Städel. Ensuite, il retourne à Francfort. Il poursuit des études de dessin de modèle au Städelsches Kunstinstitut et travaille comme portraitiste et peintre de sujets religieux. À partir de 1822, il effectue des voyages d'étude dans la région du Rhin et en Suisse. En 1827, il participe à une exposition d'artistes locaux à Francfort avec deux têtes d'étude et un portrait masculin à l'huile. Au plus tard en 1834, il fonde sa propre école de peinture et de dessin, qu'il dirige jusqu'en 1838 au moins. C'est également là qu'il enseigne à ses futurs enfants actifs sur le plan artistique, parmi lesquels Adolf Johann Hoeffler (1825-1898) et Christine Hoeffler (1827-1878).